# Daniel Aníbal Lovera
Daniel Aníbal Lovera (General Pico, La Pampa, 7 de febrero de 1965) es un político argentino, fue senador nacional por la provincia de La Pampa. Es presidente de la comisión de Trabajo y Previsión social y vocal de las comisiones de Agricultura, Ganadería y Pesca; Asuntos Constitucionales; Salud. Integra la Comisión Bicameral Permanente de Trámite Legislativo (Ley 26.122). Su carrera política comenzó militando de joven para el Partido Justicialista. Es actualmente Secretario general del Centro Empleados de Comercio de General Pico (La Pampa).

## Trayectoria
En 1992 comenzó su trayectoria sindical como delegado de la Obra Social OSECAC en General Pico. En 1994 fue Secretario de Deportes y Turismo del Sindicato de Comercio de General Pico, La Pampa. En 2002, ganó la conducción del gremio, que luego revalidó en 2006, 2010, 2014 y 2018. En 2003 fue elegido revisor de cuentas titular de OSECAC Nacional.
Por otro lado, en las elecciones de 2007 fue elegido Diputado Provincial por el Partido Justicialista, ocupando el rol de presidente del Bloque mayoritario durante cuatro años. En el 2011 ganó nuevamente las elecciones y revalidó su banca como presidente del Bloque del Partido Justicialista, cargo que mantuvo hasta finalizar su mandato el 10 de diciembre de 2015.
Desde 2007 a la actualidad es Secretario de Convenciones Colectivas, formando parte del Secretariado Nacional de la Federación de Empleados de Comercio y Servicios.
2017- Vicepresidente de U.N.I. Global Unión. Sector Comercio, destacando que es el primer titular en el Comité Directivo Mundial de Comercio por la región de Américas.
En el desempeño de ese cargo asistió al 4.º Congreso Mundial UNI Sudáfrica (diciembre de 2014); 4.ª Conferencia Regional UNI Américas, Medellín (diciembre de 2016); Conferencia Mundial sector Comercio, Berlín (junio de 2017); Congreso UNICOM Sindicatos de Comercio del Mercosur, Paraguay (septiembre de 2017); Congreso Mundial UNI Sudáfrica (febrero de 2018);  5.º Congreso UNI Mundial, Liverpool (junio de 2018);  Congreso Mundial UNI Comercio, Sídney (febrero de 2019); Congreso Mundial UNI Comercio, Barcelona (enero de 2020).
En su carrera como diputado Provincial presentó la llamada 'Ley Descanso Dominical', unos de sus proyectos más importantes, cuyo extracto oficial es “Limitación de horarios de apertura y cierre en determinados días a establecimientos comerciales en el ámbito de la Provincia de La Pampa”. Esta norma fue votada por unanimidad, sin objeciones. Se encuentra vigente en todo el territorio provincial desde el 6 de octubre de 2013.
En las elecciones de 2015 fue elegido Senador de la Nación por la provincia de La Pampa.

Proyectos Sindicales y Políticos
Los proyectos elaborados por el senador Daniel Lovera entrelazan la actividad política y sindical, como es de suponer por su trayectoria.
De entre los múltiples proyectos de Ley y Resolución presentados en su carrera como diputado provincial se destaca como fundamental la llamada 'Ley de los Domingos', cuyo extracto oficial es “Limitación de horarios de apertura y cierre en determinados días a establecimientos comerciales en el ámbito de la Provincia de La Pampa”. 
Esta norma permitió que alrededor de 10 mil familias pampeanas obtuvieran su merecido descanso dominical y fue votada por unanimidad, sin objeciones. Con el consenso fundamental de las Cámaras Empresarias y Supermercadistas de la provincia, esta ley fue tomada como referencia por otras jurisdicciones provinciales, en virtud del acrecentamiento de derechos sociales que le propició a la población el hecho de que los comercios no abran sus puertas los días Domingos. Se encuentra vigente en todo el territorio provincial desde el 6 de octubre de 2013, y en su ciudad natal (General Pico), desde marzo de 2005 a través de un convenio consensuado por el sindicato que lidera.
Otro gran logro como diputado provincial y Secretario General de Empleados de Comercio fue la presentación y sanción de un Proyecto de Ley aprobado por unanimidad en la Cámara de Diputados de La Pampa por el cual se mejoró sustancialmente una anterior que sancionaba el cobro de copagos ilegales por parte de los profesionales médicos y a la vez estableció que los pagos a los efectores médicos no podían ser superiores a los pagados por la obra social sindical.
Tras asumir formalmente como senador Nacional por la provincia de La Pampa presentó un Proyecto para preservar la salud del Río Colorado, solicitándole al Poder Ejecutivo Nacional que se abstenga de autorizar cualquier tipo de avance en la obra del Proyecto 'Potasio Rio Colorado', emplazado en el departamento de Malargüe (Mendoza), hasta tanto no se realice un Estudio de Impacto Ambiental completo en el Comité de Cuenca correspondiente (COIRCO).
En marzo de 2016 presentó un proyecto de Ley para prorrogar los alcances de la Ley N.º 26.970, (Sistema Integrado Previsional Argentino), que beneficia a las personas en edad de jubilarse en base a la moratoria propuesta por esta normativa legal.
De manera consecuente con su perfil político y gremial fue designado por sus pares en el Senado de la Nación como Presidente de la Comisión de Trabajo y Previsión Social; ámbito en el que se dirimen cuestiones vinculadas a los trabajadores y sus derechos. 
Lovera, en su fuero íntimo, ha expresado en reiteradas oportunidades que 'la prioridad es el trabajo' en condiciones dignas que contemple todos los derechos consagrados en la Constitución Nacional, pues solo de esta manera se logrará reducir la brecha de los que más tienen con aquellos que están bajo la línea de pobreza (o por sobre esta pero que para las estadísticas están en los umbrales de la indigencia).
Para el legislador, la generación de trabajo formal no solo da seguridad a la familia sino que también crea un círculo virtuoso en la sociedad que coadyuvará a potenciar el desarrollo de la República Argentina, como sucedió en las dos primeras presidencias del General Juan Domingo Perón.
Consciente de la coyuntura social por la que atraviesa nuestra República actualmente, así como de las necesidades de sus habitantes; Daniel Lovera comulga con las Encíclicas ancladas en la Doctrina Social de la Iglesia cuyo portavoz actual, el Papa Francisco, expresa que las personas no son un número sino seres humanos que deben desarrollarse de manera plena en una sociedad que debería apuntar a lo que, en palabras del Pontífice, sería un 'capitalismo con rostro humano'.
Actualización ámbito legislativo 2020
Comisiones que integra actualmente:
1.- De Trabajo y Previsión Social: PRESIDENTE
2.- De Asuntos Constitucionales: VOCAL
3.- De Agricultura, Ganadería y Pesca: VOCAL
4.- De Salud: VOCAL
5.- Bicameral Permanente de Trámite Legislativo (Ley 26.122): VOCAL
6.- Comisión Ley 27.541 - Movilidad de Haberes Previsionales y Modificación de Regímenes Especiales: REPRESENTANTE

Principales iniciativas:
- Autor de la Ley N.º 27251, sancionada el 18 de mayo de 2016, que declaraba la emergencia ocupacional y prohibía los despidos por 180 días, y que fuera vetada por el expresidente Mauricio Macri.
- Autor del Proyecto de Ley (Expte. S-1728/16) para la bancarización de los haberes de las trabajadoras y trabajadores.
- Autor del Proyecto de Ley (Expte. S-2778/16) para la regulación del descanso semanal, privilegiando días sábados y domingos.
- Autor del Proyecto de Ley (Expte. S-549/19) que declara a los delitos de trata de personas con fines de explotación sexual, laboral, trabajo infantil, trabajo forzoso y tráfico de órganos humanos delitos de lesa humanidad.
- Coordinó y dirigió el tratamiento y redacción de la OD de licencias, ampliando el régimen de licencias especiales establecidas en la Ley de Contrato de Trabajo, con un proyecto de su autoría. Texto al que se llegó por unanimidad.
- Autor del Proyecto de Ley (Expte. S-694/19) por el que se aprueba el Tratado Interjurisdiccional "COMITÉ INTERJURISDICCIONAL DE LA REGIÓN HIDRICA DEL NOROESTE DE LA LLANURA PAMPEANA” (CIRHNOP) suscripto el 18 de febrero de 2016, entre el Mtro. del Interior, Obras Públicas y Vivienda y los gobernadores de las provincias. de Bs. As., Córdoba, La Pampa y Santa Fe.
- Autor de los Proyectos de Creación del Sistema Integral Federal de Cuidados, y de Formación y Jerarquización de Trabajadoras/es del Cuidado (Exptes. S-2042/19 y S-2043/19).
- Autor del Proyecto de Ley para regular la actividad de los trabajadores contratados mediante plataformas digitales, reconociéndoles la relación de dependencia (Expte. S-2500/19).
- Fue uno de los impulsores en el Senado de la Nación de la ratificación del Convenio 190 de la OIT sobre eliminación de la violencia y el acoso en el mundo del trabajo (Expte. S-2621/19).
- Autor del Proyecto de Ley que incorpora la Educación Emocional Temprana a la Ley de Educación Nacional (Expte. S-90/20), y del Proyecto de Ley por el que se instituye el Programa Nacional de Educación Emocional Temprana en el nivel de educación primaria, de los establecimientos de gestión estatal y privados (Expte. S-1320/20).
- Autor del Proyecto de Ley contra el odio y el prejuicio sexual. (Expte. S-340/20)
- Autor del Proyecto de Ley (Expte. S-722/20) para la protección de los datos personales de las trabajadoras y trabajadores.
- Autor del Proyecto de Ley que establece el derecho de las y los trabajadores a desconectarse y a no ser contactados mediante dispositivos digitales y/o tecnologías de la información y la comunicación por cuestiones laborales fuera de su jornada laboral o durante los períodos de licencia. (Expte. S-723/20).

Publicaciones:
Publicación ACEP-KAS “Construyendo Empleo. El trabajo individual y el colectivo laboral”, pensando en ofrecer una perspectiva actualizada de cómo abordar, con un marco institucional integrado, el nuevo mercado laboral en Argentina con todos los sectores que tienen responsabilidad en la materia.